# Basílica menor de Santa María Asunta (Randazzo)
La basílica menor de Santa María es el principal lugar de culto de estilo gótico situado en la plaza del mismo nombre en la localidad de Randazzo.

## Historia
Según la tradición, el edificio se encuentra en el lugar donde en la antigüedad un pastorcito descubrió, en el interior de una cueva, una llama ardiente delante de la imagen de la Virgen que nadie había visto antes. Primero se construyó un altar sobre la cueva y luego una pequeña iglesia de madera.

## Arquitectura
El edificio, de sillares cuadrados de basalto con decoraciones de piedra arenisca blanca en contraste, tiene planta basilical de cruz latina, tres naves divididas por dos series de columnas monolíticas y tres potentes ábsides dispuestos según los cánones normandos. La superficie para caminar interna se eleva por encima de la superficie de la carretera, por lo que todas las entradas están conectadas por escaleras o tramos de escalones.